# Rundturm

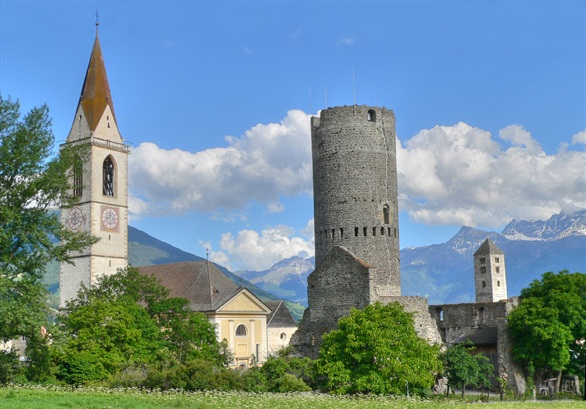
Bergfried (Fröhlichsturm) der Ruine Fröhlichsburg in Mals

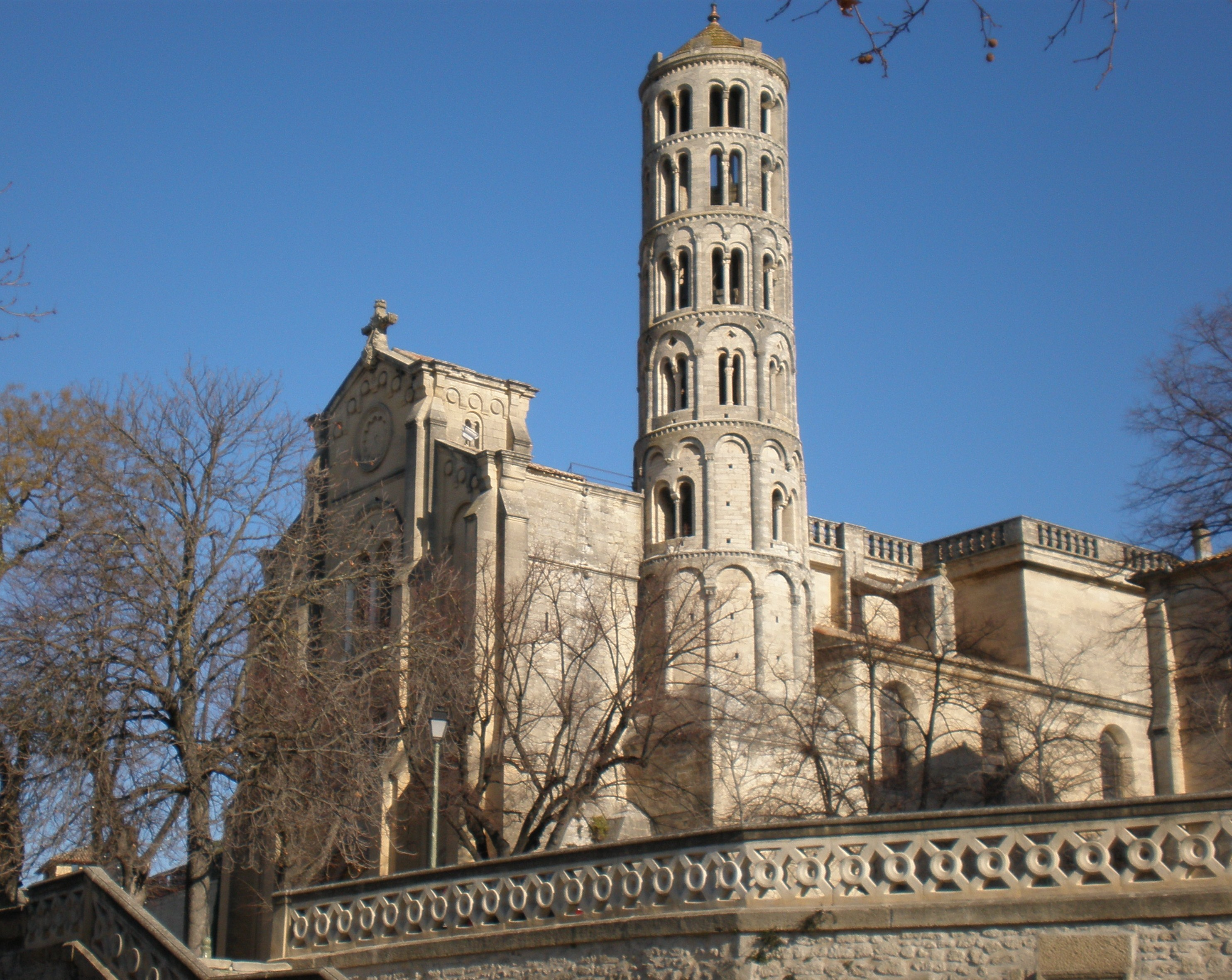
Ehemalige Kathedrale von Uzès mit romanischem Glockenturm

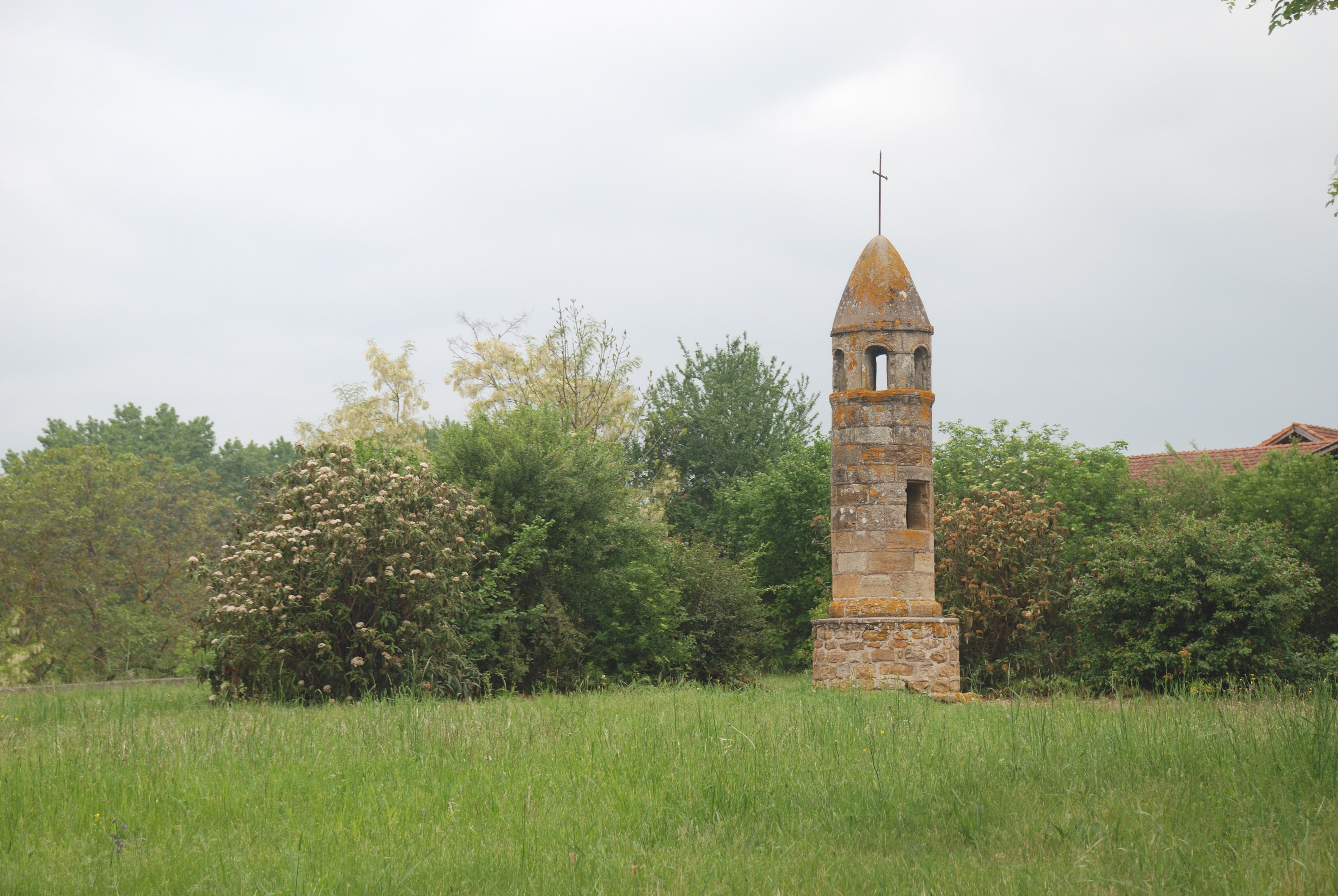
Totenleuchte von Culhat, Frankreich

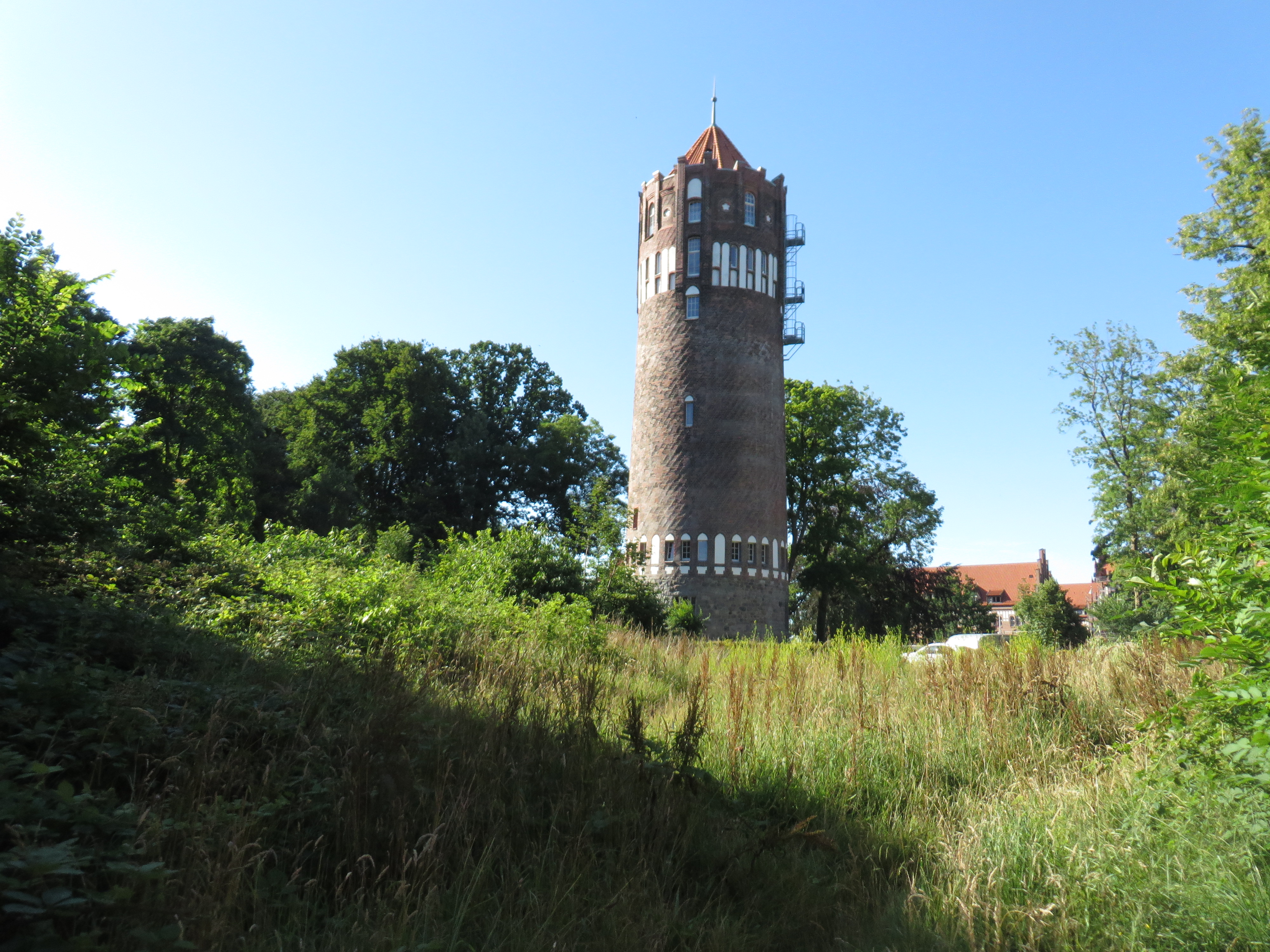
Marine-Wasserturm des Roten Schlosses der Marine in Flensburg-Mürwik

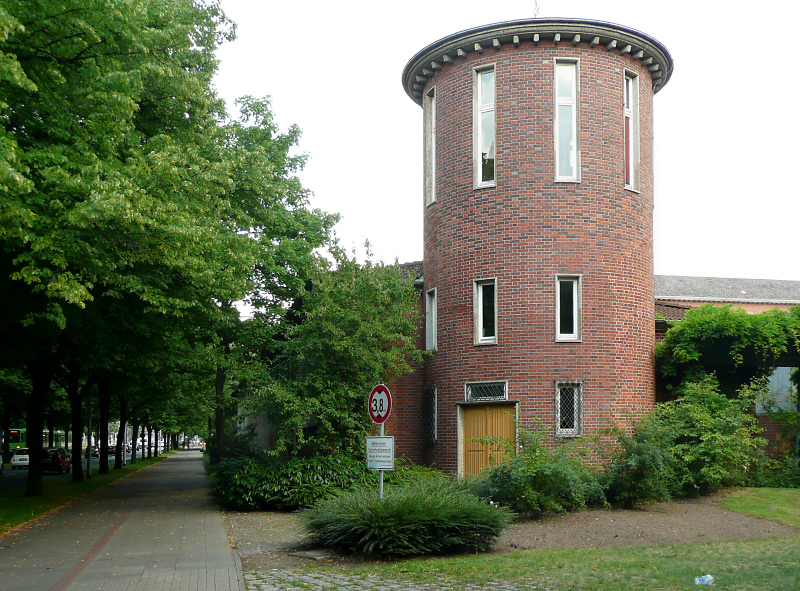
Moderner Rundturm als gestalterisches bzw. historisierendes Element bei der Kurt-Schumacher-Kaserne in Hannover

Ein Rundturm ist ein Turm mit rundem Grundriss. Er kann freistehend oder Teil eines größeren Baukomplexes sein. Die Runde Form kann sowohl aus ästhetischen als auch aus funktionellen Gründen gewählt worden sein.

## Typen von Rundtürmen
Je nach ihrer Nutzung werden verschiedene Typen von Rundtürmen unterschieden:

### Wehrtürme
Bei Befestigungsanlagen (Burgen, Stadtmauern) wurden eckige Türme mit dem Aufkommen der Kanonen von den Rundtürmen mehr und mehr verdrängt, da letztere von seitlich auftreffenden Kanonenkugeln weniger stark beschädigt wurden. Häufig wurden Donjons oder Bergfriede auf Burgen als Rundtürme errichtet. Üblicherweise dienten sie als Wehranlage und Rückzugsort der Burgbesatzung im Falle einer Belagerung; in manchen Burgen waren sie aber auch Wohnstätte des Burgherrn (Wohnturm) – Beispiele sind die Burg Bonaguil und die Burg Coucy in Frankreich oder Bothwell Castle in Großbritannien. Rundtürme wurden auch bei Stadtbefestigungen und Ringmauern verwendet. Sie stellten Eckpunkte der Verteidigung dar oder schützten neuralgische Punkte wie etwa das Tor. Zu diesem Zweck waren sie oft mit Wehrgängen und Wehrerkern ausgestattet.

### Treppentürme
Die meisten mittelalterlichen Treppen waren Wendeltreppen, die in runden Treppentürmen an Kirchen und Burgen bzw. Schlössern bestens unterzubringen waren.

### Kirchtürme, Glockentürme
In Mittel- und Nordeuropa waren mittelalterliche runde Kirchtürme – mit Ausnahme von Irland – selten; in Südeuropa sind sie ab und an zu finden, wenngleich auch hier Türme mit eckigem Grundriss überwiegen.
- Querhaustürme der Abteikirche von Maria Laach
- Glockenturm von Sant’Apollinare Nuovo, Ravenna
- Glockenturm von Sant’Apollinare in Classe, Ravenna
- Schiefer Turm von Pisa, Toskana
- St-Théodorit d’Uzès, Languedoc
- Ars (Les Valls de Valira), Katalonien

### Minarette
Die meisten Minarette und Türme der islamischen Welt haben einen runden Grundriss; Ausnahmen bilden lediglich die sich am Pharos von Alexandria orientierenden Minarette des Maghreb sowie einige wenige gezackte Minarette im persisch-afghanischen Raum. Den oberen Abschluss bildet oft ein pavillonartiger Aufsatz (Laterne), der im indischen Kulturkreis als chhatri bezeichnet wird. Bedeutende Beispiele sind das Minarett von Dscham, das Qutb Minar in Delhi oder das Hiran Minar in Fatehpur Sikri. Eine weitere Ausnahme bilden pagodenförmige Minarette wie dasjenige der Moschee zu Xi’an.

### Totenleuchten
Die meisten Totenleuchten im Westen Frankreichs wurden als mehr oder weniger große Rundtürme errichtet.

### Leuchttürme
Ein Großteil der neuzeitlichen Leuchttürme sind Rundtürme, da der Treppenaufgang im Innern meist als Wendeltreppe konzipiert wurde.

### Wassertürme
Wassertürme können eine unterschiedliche Form haben. Die Rundform kommt jedoch häufig vor.

## Weitere Beispiele
- Runder Turm, Andernach
- Rundetårn, Kopenhagen
- Druselturm, Kassel
- Döhrener Turm und Wartturm auf dem Lindener Berg, Hannover